# Château de Reinhartshausen
Le château de Reinhartshausen se trouve à Erbach, dans la commune de Eltville dans le Rheingau, en Allemagne.

## Histoire
Le château a été construit en 1801 à l'emplacement de l'ancien château construit par les chevaliers d'Erbach au XIIe siècle. Il appartient avec ses domaines aux seigneurs d'Allendorf, jusqu'en 1797, date à laquelle il est acquis par la famille Langwerth von Simmern.
La princesse Marianne d'Orange-Nassau, divorcée du prince Albert de Prusse, l'achète en 1855 et y réunit une importante collection de tableaux, dont beaucoup d'artistes qu'elle soutient financièrement. Une grande partie d'entre eux se trouve toujours au château (notamment dans la Festsaal). 
On y trouve la statue Adam et Eve (marbre) du sculpteur néerlandais Louis Royer. 
Son fils, Johannes von Reinhartshausen, qu'elle a eu avec son ancien cocher, meurt à l'âge de douze ans en 1861 à la Noël, et elle fait construire l'église luthérienne Saint-Jean d'Erbach en sa mémoire.
Le château reste dans la famille de Prusse, jusqu'en 1987. C'est aujourd'hui un hôtel de tourisme cinq étoiles, entouré de vignobles.
Le vignoble Schloss Reinhartshausen existe depuis 1337.